# سنگ‌نگاره برم دلک
سنگ‌نگاره‌های بَرْمْ دِلَک مربوط به شاهنشاهی ساسانی و دربردارندهٔ تصویر بهرام دوم و همسرش شاپوردُختَک است. این اثر در تاریخ ۱۵ دی ۱۳۱۰ با شمارهٔ ثبت ۷۱ به‌عنوان یکی از آثار ملی ایران به ثبت رسیده است. این سنگ نگاره در گذر زمان آسیب جدّی دیده است. سنگ‌نگاره کاملاً به حال خود رها شده و هیچگونه نگهداری و محافظتی از سوی سازمان میراث فرهنگی کشور از آن صورت نمی‌گیرد. این سنگ‌نگاره بر صخرهٔ کوچکی در حدود ده کیلومتری شرق شیراز قرار دارد.
در این اثر، دو نقش وجود دارد. در نگارهٔ سمت چپ، شاپوردختک نقش شده و در حال گرفتن گل نیلوفر از بهرام است. تصویر بهرام دوم در سمت راست قرار دارد و در زیر بازوی او کتیبه‌ای چهار یا پنج خطی به خط پهلوی و به قلم ریزی نگاشته شده است که اغلب حروف آن محو گردیده است. کتیبه ظاهراً در معرفی بهرام است. شاپوردختک، نوهٔ شاپور یکم بود.

## مشخصات محلی
برم‌دلک یا چشمهٔ عشاق یک سرچشمه، تالاب و گردشگاهی طبیعی در استان فارس است. این تالاب در شرق شیراز و در چهار کیلومتری قصر ابونصر قرار گرفته است. آب این چشمه از شکاف کوه خارج می‌شود و در دامنهٔ کوه، تالابی را تشکیل می‌دهد. اطراف این آبگیر را نیزار فرا گرفته است. در بدنهٔ کوه مشرف بر تالاب، تاقچهٔ حجاری شده قرار دارد. این نقش‌برجسته، تنها حجاری از این ملکهٔ ساسانی است.

## نامگذاری
نام برم دلک از عبارت «بهرامِ دوندلک» از فارسی میانه گرفته شده که به معنی «قلب بهرام» است. در نقش‌برجسته، بهرام دوم در حال تقدیم یک گل نیلوفر به همسرش، شاپوردختک است.

## آسیب‌های واردشده تاکنون به کتیبه
در سال‌های اخیر هیچگونه محافظتی از سوی سازمان میراث فرهنگی کشور برای آن صورت نگرفته است. این اثر تاریخی و پشتوانهٔ ملی، از هر سو آسیب دیده است. از جمله:

### آسیب با بیلِ مکانیکی
این سنگ‌نگاره با بیل مکانیکی مورد تعرض قرار گرفته و بخشی از آن تخریب شده است. پایگاه خبری تابناک در سال ۱۳۹۰، وضعیت کنونی این اثر را «تجاوز و تعرض‌شده با بیل مکانیکی» عنوان کرده است.

### مجوز احداث کارخانه در مجاورت اثر
این اثر هم‌اکنون رو به نابودی است و مورد بی‌توجهی برخی از مسئولان و مردم قرار گرفته، به طوری که مجوز احداث کارخانه‌ای روبه‌روی این اثر تاریخی را داده‌اند و فاضلاب این کارخانه نیز به آبِ چشمهٔ برم‌دلک می‌ریزد. عمدتاً ساخت بنا در حریم محوطه‌های تاریخی مجاز نیست.

### آسیب با رنگ‌پاشی و یادگاری‌نویسی
هم‌اکنون بر روی این سنگ نوشته‌ها یادگاری‌هایی نوشته شده و گاهی حکاکی شده است؛ و برخی نیز با اسپری رنگ به آن آسیب رسانده‌اند.

## نگارخانه

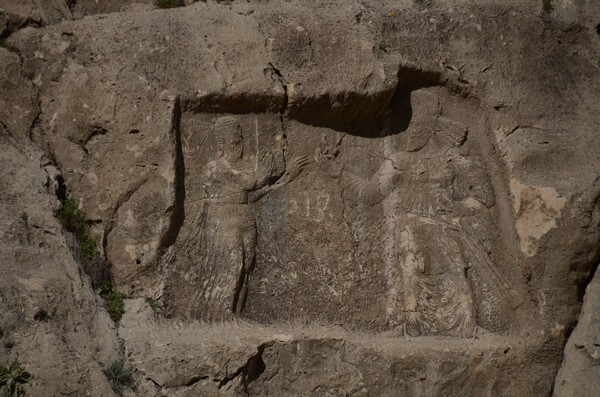
نقش‌برجستهٔ بهرام دوم در حال اهدای نیلوفر به شاپوردختک
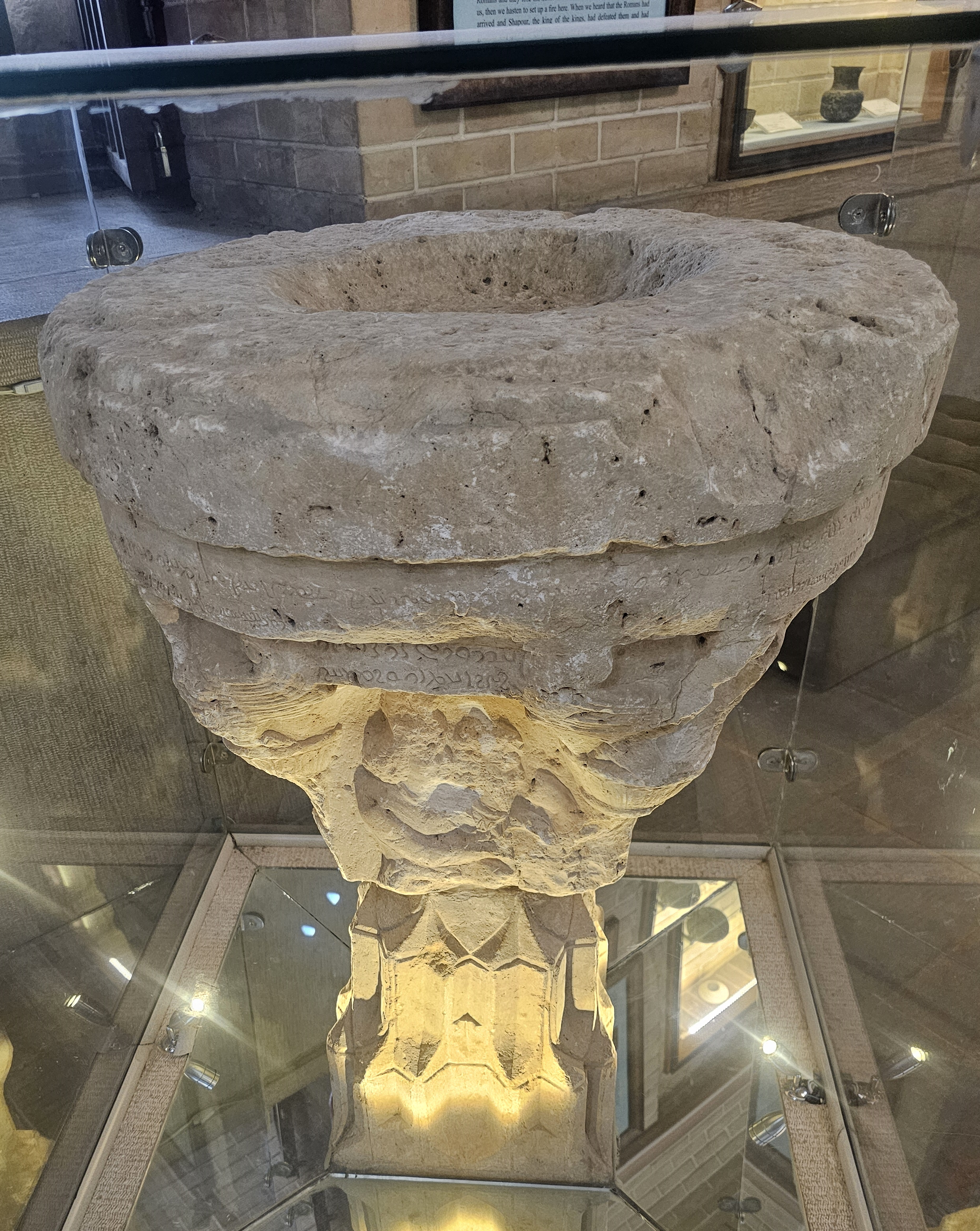
آتشدان اَبنوُن (یافت شده در برم‌دلک)- با کتیبهٔ پیروزی شاپور ساسانی بر امپراتور روم (موزهٔ نارنجستان قوام شیراز)
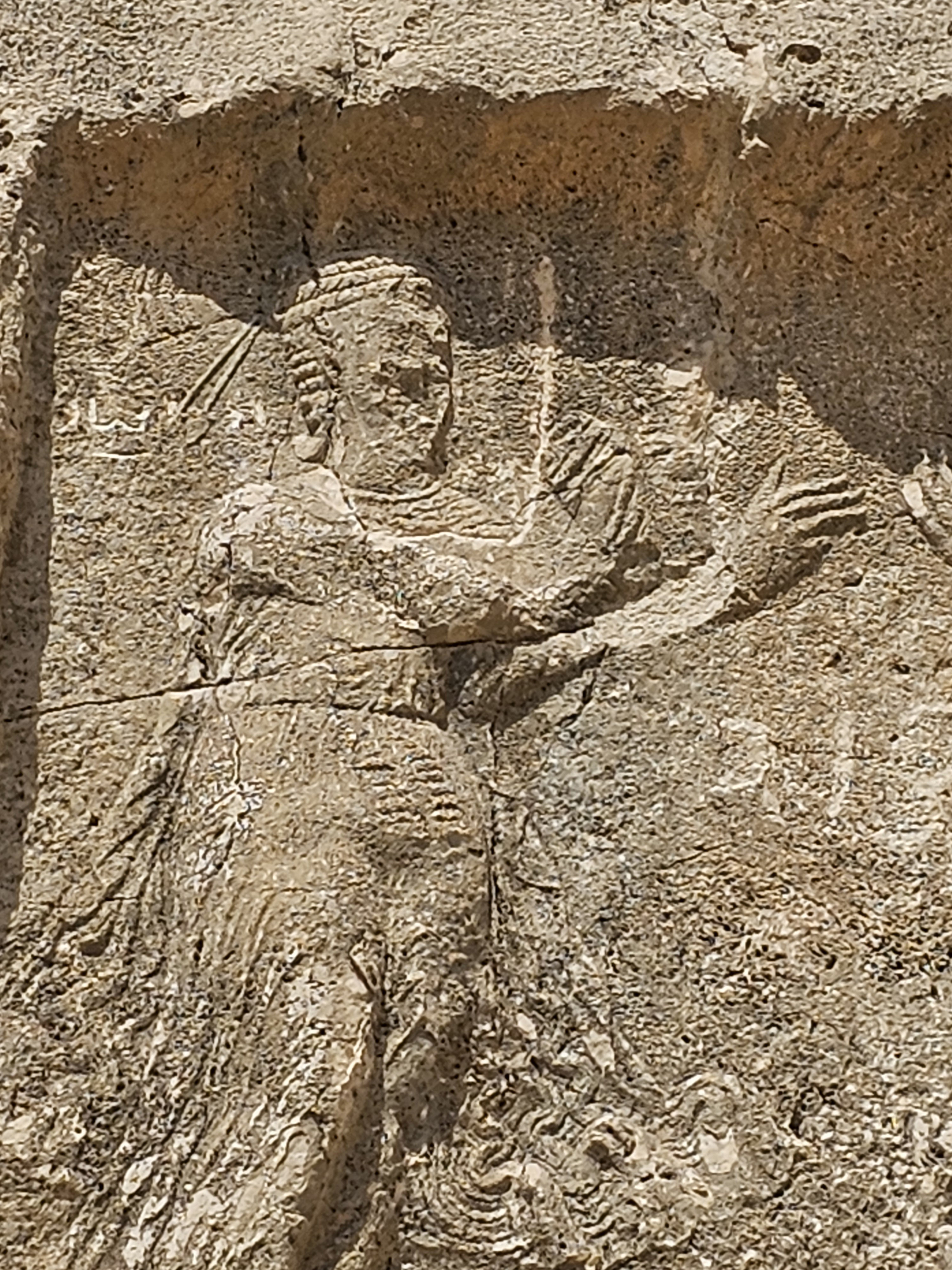
شاپوردختک
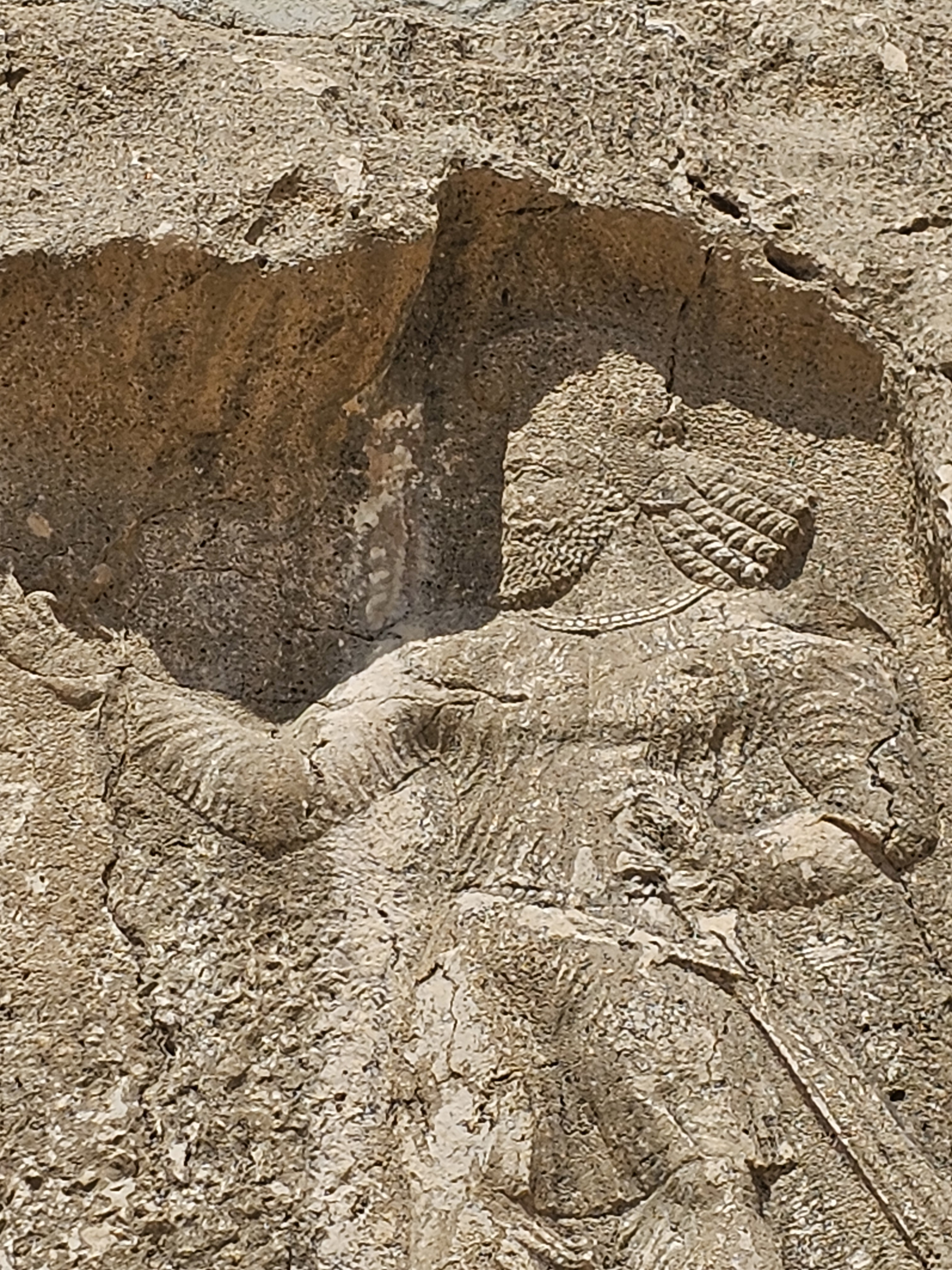
بهرام دوم
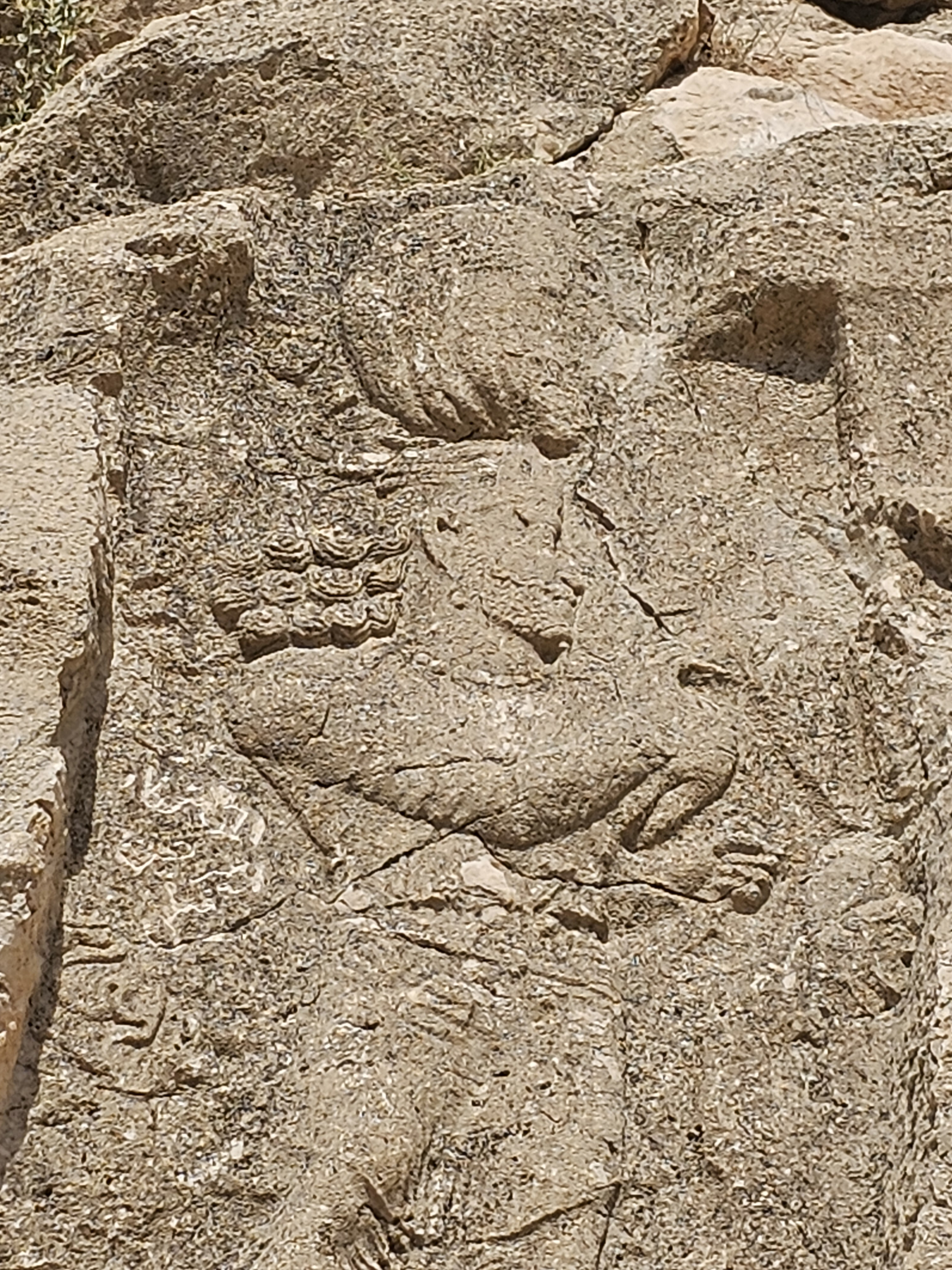
بهرام دوم
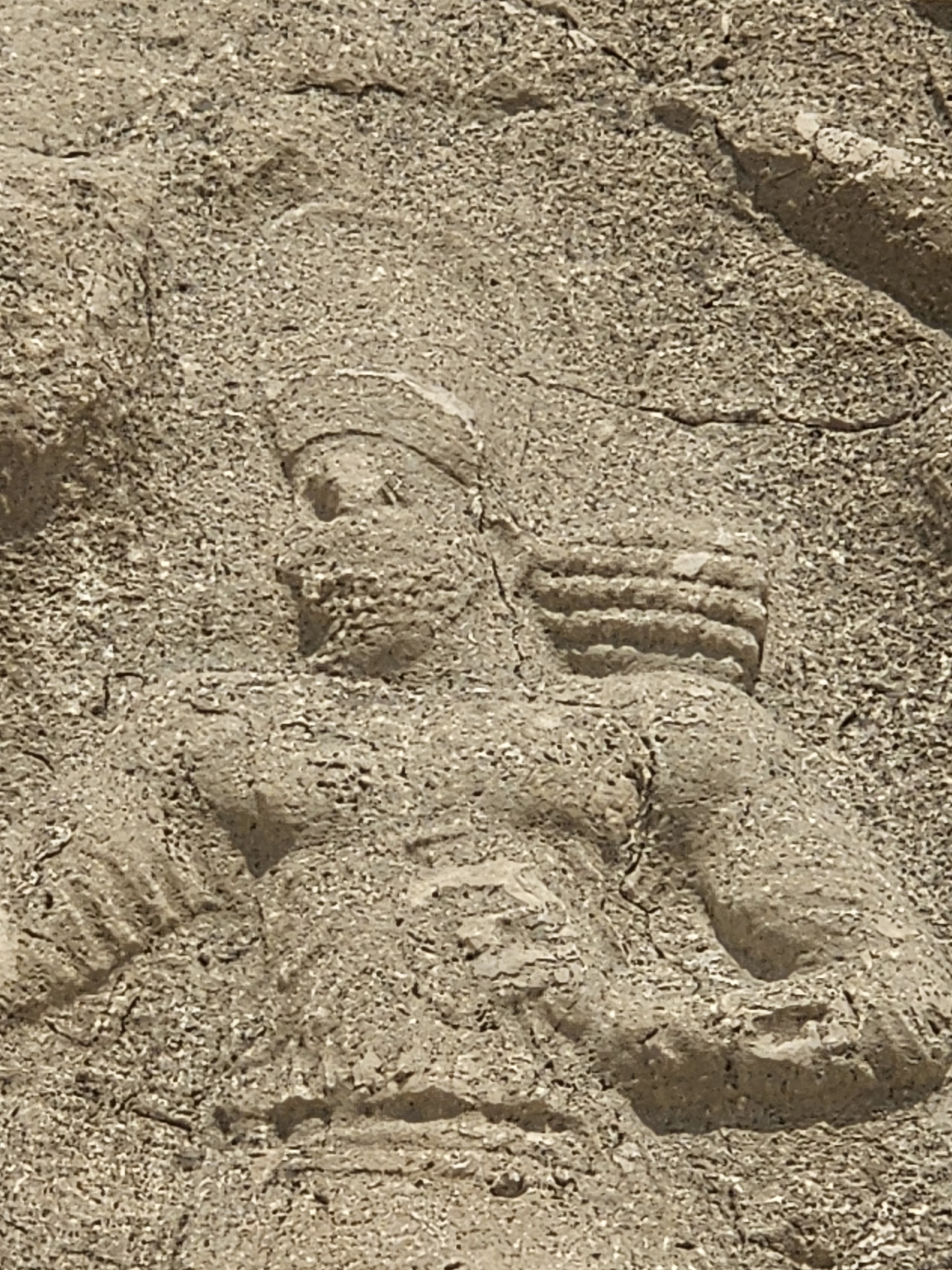
شاهپور یکم
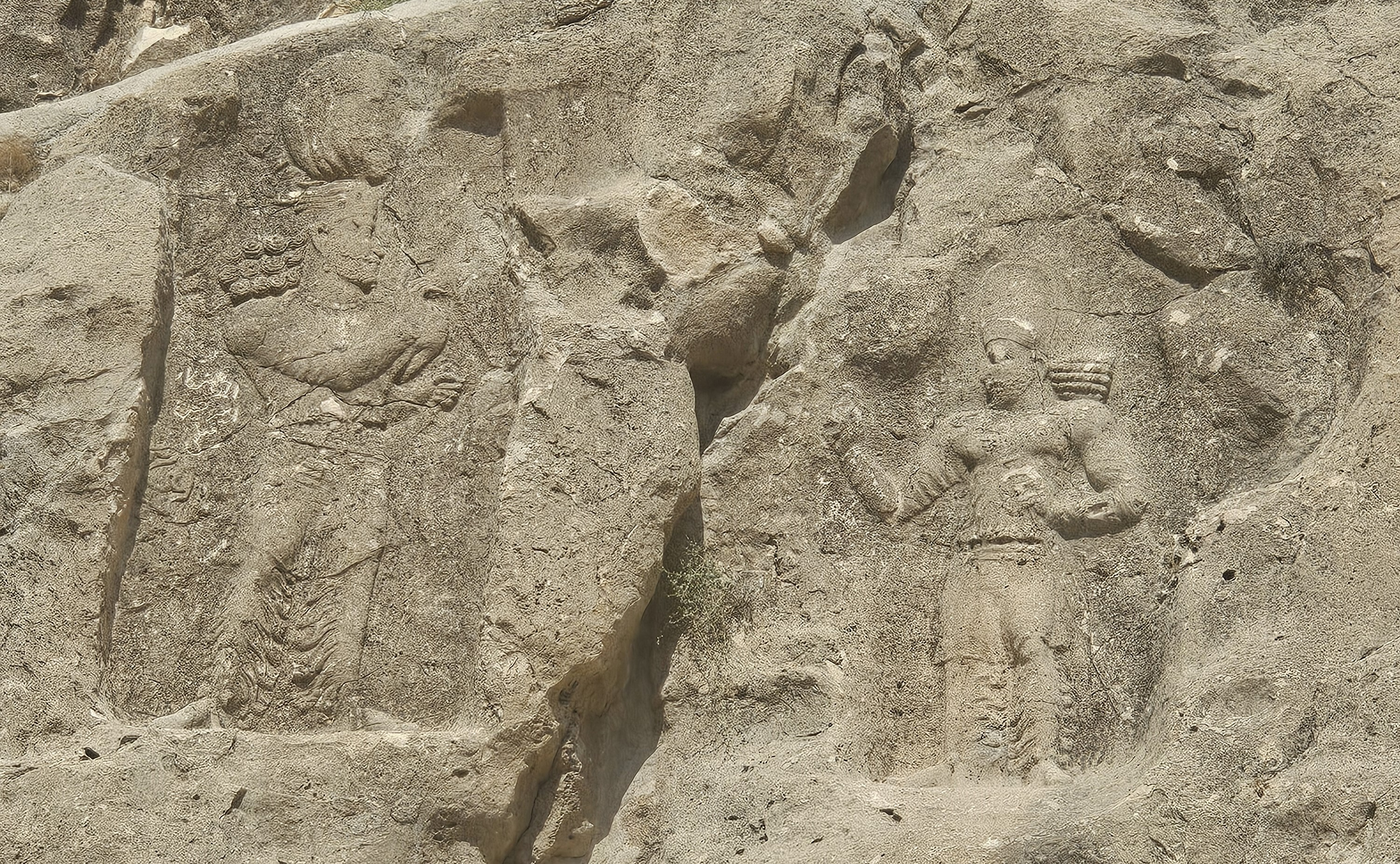
نقش‌برجستهٔ سمت راست (بهرام دوم و شاهپور یکم ساسانی)
برم دلک
سنگ‌نگارهٔ بهرام دوم و شاهپور یکم ساسانی